# Murnau am Staffelsee
Murnau am Staffelsee est une commune en Haute-Bavière dans l'arrondissement de Garmisch-Partenkirchen. Elle a le statut d'un marché (Markt). La peintre Gabriele Münter a vécu et est morte à Murnau.

## Géographie
Murnau am Staffelsee est située en Haute-Bavière au pied des Alpes, près du lac Staffelsee. Le paysage autour de Murnau est constitué par les collines des Préalpes et le marais de Murnauer Moos. Elle est distante de 70 km de Munich, 25 km de Garmisch-Partenkirchen et 50 km du château de Neuschwanstein.
La gare de Murnau est directement reliée à Munich et Innsbruck par les services InterCityExpress de la Deutsche Bahn.

## Climat
Le climat de Murnau am Staffelsee est caractérisé par des étés chauds et des hivers froids et enneigés. On y ressent aussi le phénomène météorologique du fœhn, qui est un vent chaud et sec.

## Histoire

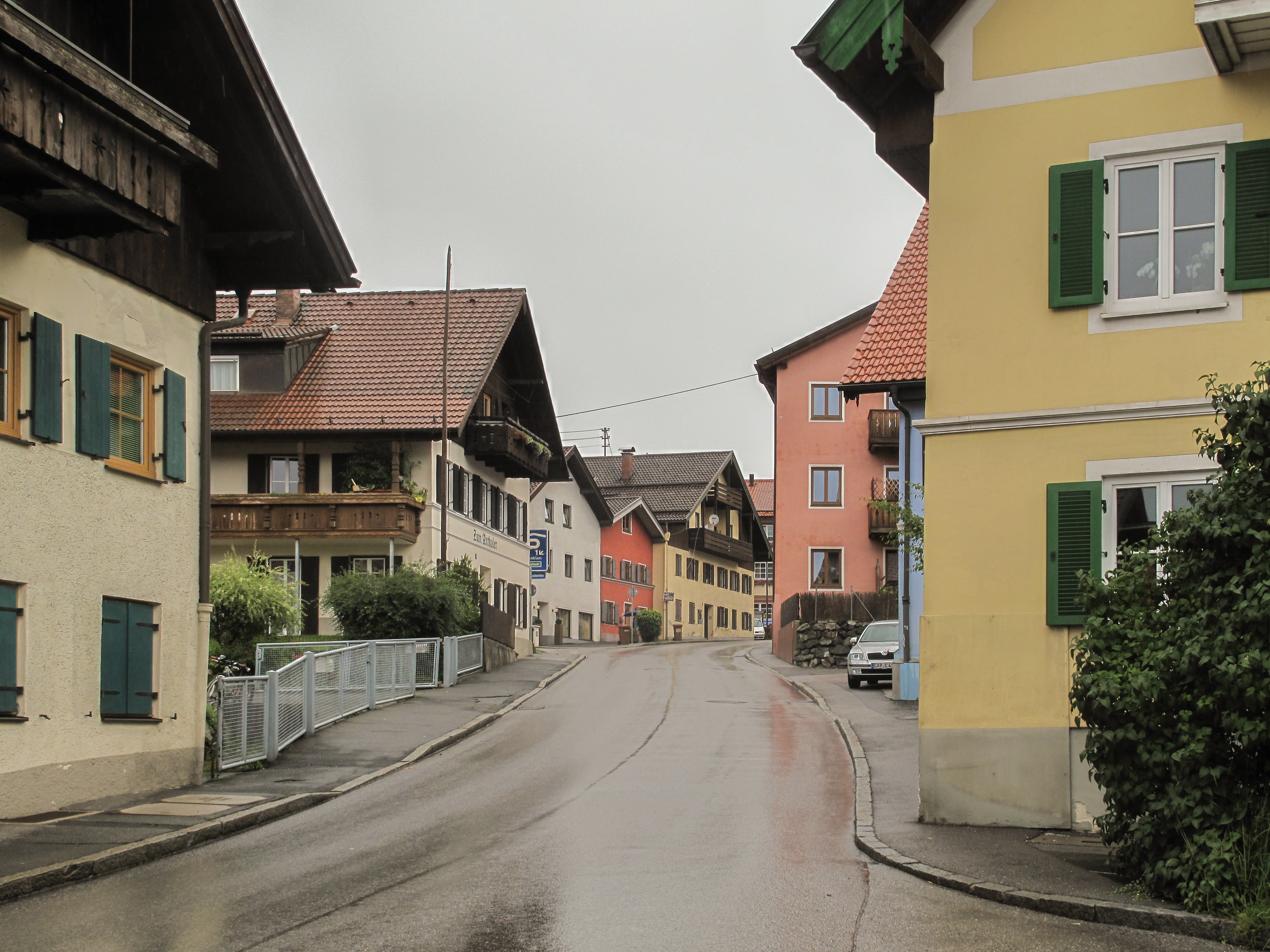
Vue dans la rue.

Durant la Seconde Guerre mondiale, la commune abrita un camp de prisonniers de guerre pour officiers polonais, l'Oflag VII-A Murnau.

## Population
Évolution de la population 

1 414 (1er décembre 1875)
2 764 (16 juin 1925)
5 438 (13 septembre 1950)
8 233 (27 mai 1970)
8 352 (31 décembre 1975)
9 913 (25 mai 1987)
11 379 (31 décembre 2011)
11 453 (31 décembre 2012)
11 652 (31 décembre 2013)
11 882 (31 décembre 2014)
12 184 (31 décembre 2015),
11 975 (31 décembre 2016)
12 149 (31 décembre 2017),
12 118 (30 septembre 2019)
12 128 (31 décembre 2021)
11 969 (31 décembre 2022)
11 918 (31 décembre 2023)

## Habitants célèbres
- Placidus von Camerloher (1718–1782), compositeur
- Josef Berchtold (1833-1894), juriste y est né ;
- Wassily Kandinsky (1866–1944), peintre russe qui vivait de temps en temps à Murnau
- Gabriele Münter (1877–1962), peintre et compagne de Kandinsky, morte à Murnau
- Gottfried Feder (1883-1941), économiste et homme politique, y est décédé
- Christoph Probst (1919–1943), résistant, membre de La Rose blanche
- Thomas Alder (1932–1968), acteur de cinéma
- Friedrich Wilhelm Murnau, réalisateur allemand, s'appelait « Murnau » en référence au bourg de Murnau.

## Curiosités

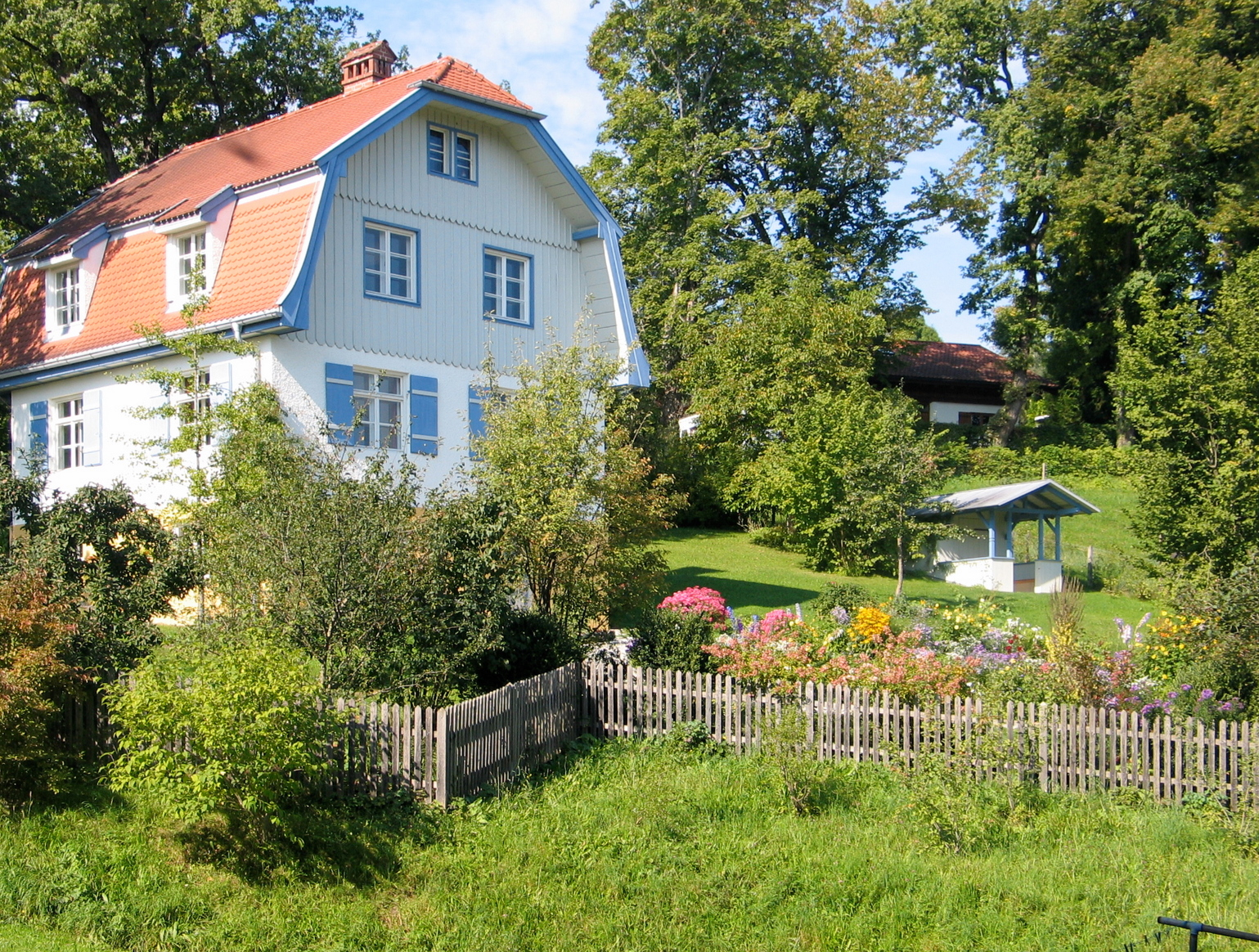
Maison de Gabriele Münter.

- Zone piétonne avec la colonne de Ste-Marie (protection des monuments)
- L’église paroissiale St. Nicolas
- Ramsachkircherl (chapelle aux fresques) au bord de la réserve naturelle Murnauer Moos
- Musée du Château
- Münter-Haus, maison où Gabriele Münter et Wassily Kandinsky et parfois autres membres du groupe du « Cavalier bleu » travaillaient pendant les étés de 1909–1914
- La Brauerei Karg
- Ecomusée en plein air Glentleiten

## Galerie

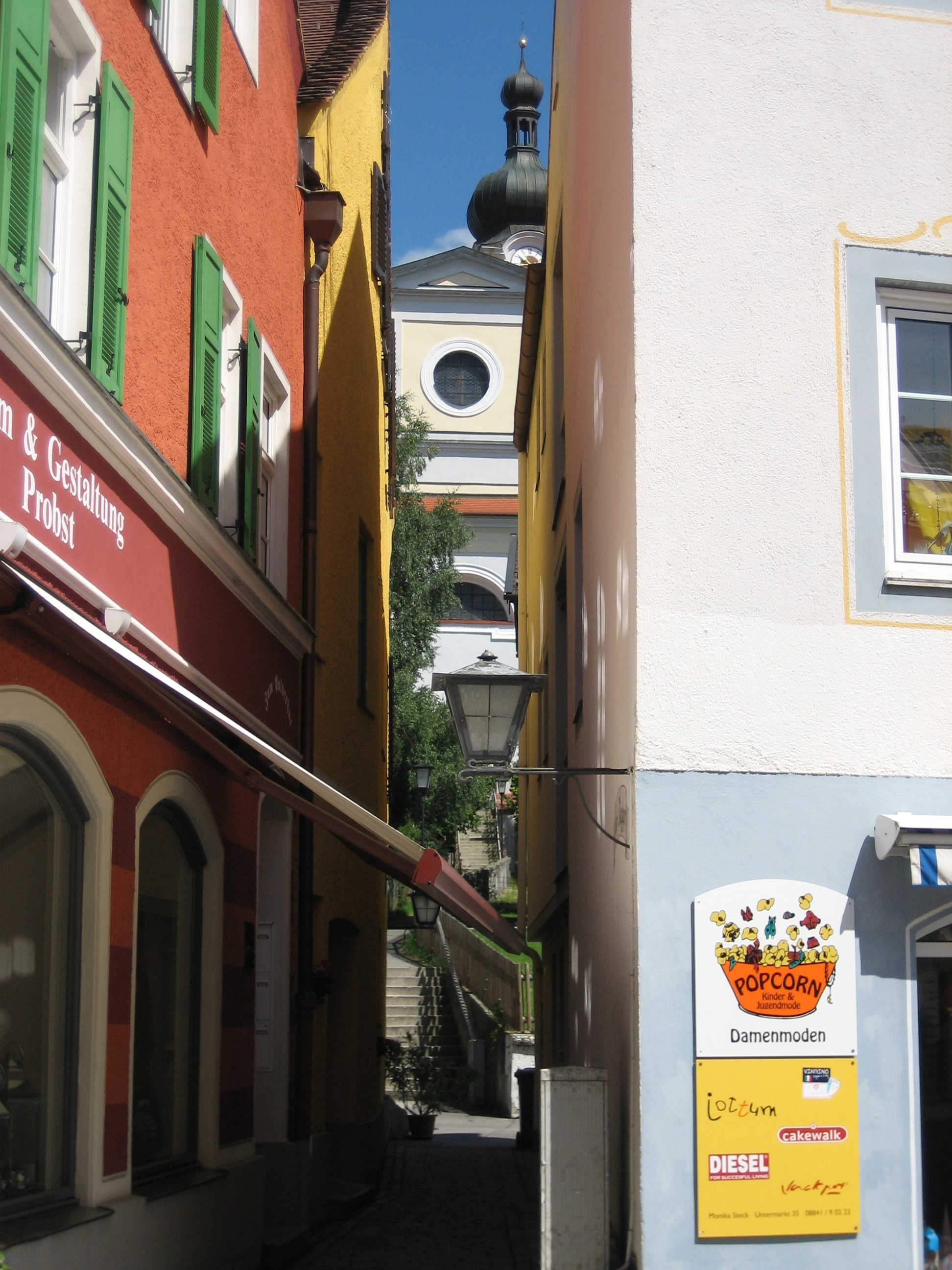
Une rue colorée à Murnau
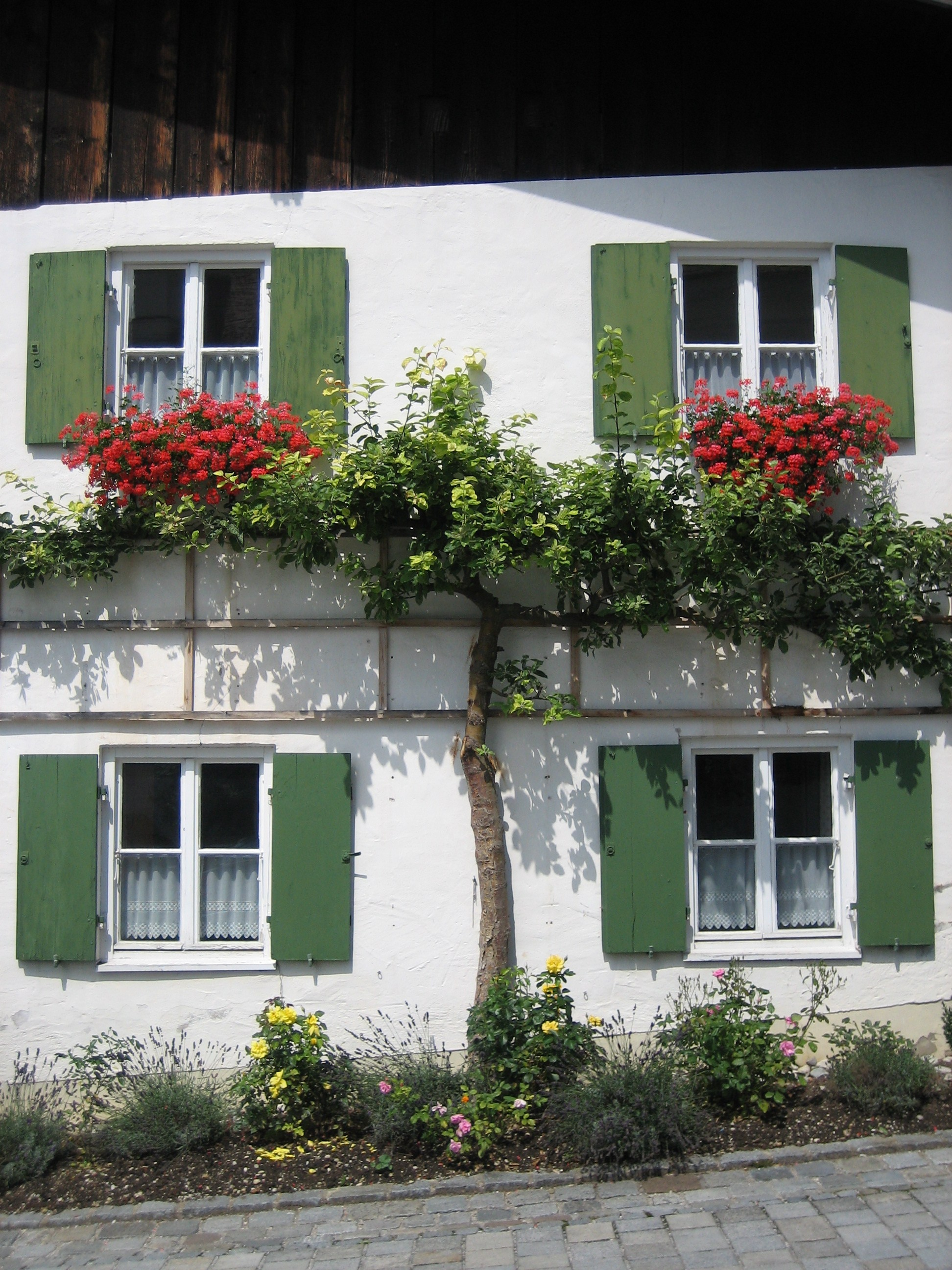
Une maison typique
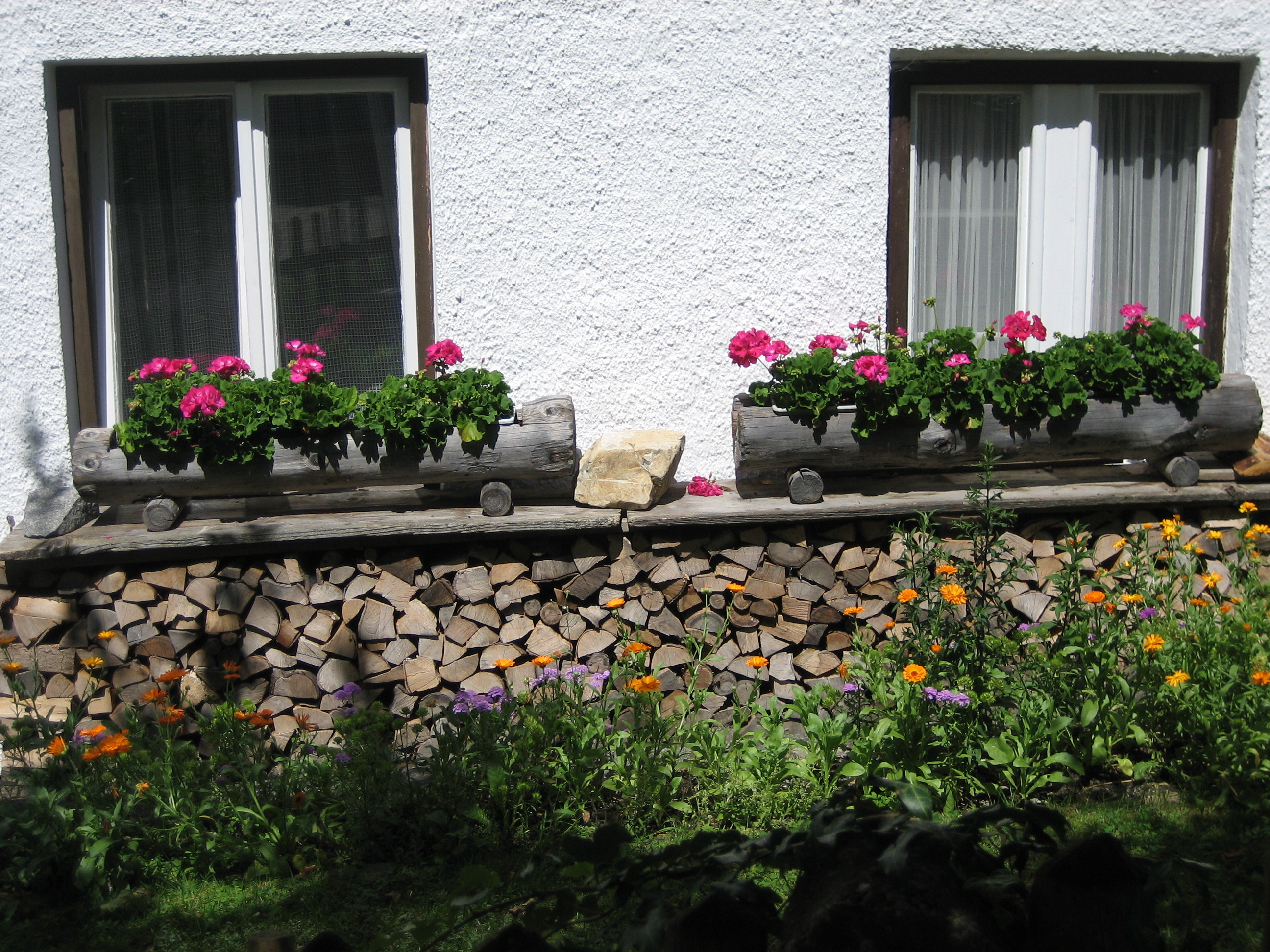
Une maison à Murnau